# Аленицын, Александр Аполлонович
Александр Аполлонович Аленицын (29 ноября 1884, Санкт-Петербург — 5 октября 1922) — российский теннисист, участник Олимпийских игр 1912 года в Стокгольме в составе российской сборной, чемпион Санкт-Петербурга (1909—1911) и Москвы (1911).

## Биография
Один из сильнейших в России теннисистов первой четверти XX века. Входил в состав и был одним из сильнейших теннисистов Крестовского лаун-теннис клуба. Чемпион города Санкт-Петербурга (1909—1911) и в 1911 году Москвы в одиночном разряде. В 1910 году стал финалистом первых в России состязаний на крытых кортах в одиночном разряде. В 1911 году стал победителем этого соревнования в парном разряде. Вместе с Сумароковым был заявлен на Олимпийские игры в Стокгольме 1912 года в одиночном и парном разряде. Но от участия в одиночном турнире отказался в пользу Сумарокова, с которым должен был играть по жребию в первом круге. Участник теннисного матча Англия — Россия в 1913 году и 1-го матча городов Москва — Петроград в 1920 году.
После Октябрьской революции оставался в Петрограде председателем Крестовского лаун-теннис клуба. По инициативе и под руководством Аленицына состязания по теннису проходили среди мужчин и женщин во всех разрядах: одиночных, парных, смешанных. 15 сентября 1922 года был арестован большевиками за «связь с заграницей». Через 20 дней в застенках ЧК, не выдержав пыток, покончил жизнь самоубийством в своей камере.
Играл преимущественно у задней линии. Одним из первых среди российских теннисистов стал пользоваться кручёным ударом, анализировать вопросы техники и тактики игры, методику подготовки теннисистов к соревнованиям.

## Титулы
- 3-кратный чемпион Санкт-Петербурга в одиночном разряде (1909—1911)
- Победитель Первых в России состязаний на крытых кортах в парном разряде (1910)
- Чемпион Москвы в одиночном разряде (1911)

## Награды
- Обладатель более 120 призов[4].
- В 2005 году введён в Зал российской теннисной славы в номинации Пионеры отечественного тенниса[3][5].